# Rákosszentmihály
Rákosszentmihály est un quartier situé dans le 16e arrondissement de Budapest. 